# Инженерный танк
Инженерный танк (сапёрный танк) — специальный танк, многофункциональная инженерная бронированная машина на базе танкового шасси. 

В СССР и России назывались и называются инженерными машинами разграждения.

## Предназначение и общая характеристика
Сапёрный танк предназначен для решения широкого спектра инженерных задач в зоне огневого воздействия противника. Таковыми могут быть, например, выполнение грузоподъёмных и земляных работ, прокладывание колонных путей, разрушение фортификационных сооружений противника, преодоление и устройство инженерных заграждений разного рода и тому подобное.
Как правило, представляют собой серийные танки, прошедшие соответствующую модернизацию. Оснащены различным инженерным оборудованием, которое может включать: бульдозерный нож с гидравлическим приводом, крановой стрелой, тяговой лебёдкой и может оснащаться катковым минным тралом для преодоления минных полей.

## Галерея
- Инженерная машина разграждения (ИМР)
- ИМР-2
- ИМР-3М
- M728
- Trojan
- M1 Grizzly на базе танка Абрамс
- Kodiak (Pionierpanzer 3 на базе Леопард 2)
- EBG на базе AMX-30
- Dachs (Pionerpanzer 2 на базе Леопард 1)
- Алакран (CZ 10/25E Alacrán на базе М60)
- MID на базе PT-91
- Chieftain AVRE на базе Чифтен
- GCZ-112 на базе Тип 96